# Everything Has Changed
Everything Has Changed — песня, записанная американской кантри-поп певицей Тейлор Свифт и британским певцом Эдом Шираном с четвёртого студийного альбома Свифт — Red (2012). Авторами песни являются Свифт и Ширан, продюсером — Бутч Уокер. Трек был выпущен в качестве шестого сингла с пластинки 16 июля 2013 года. «Everything Has Changed» — кантри-баллада с элементами поп и фолк-музыки, в которой поётся о «желании знать своего возлюбленного лучше».
Сингл получил смешанные отзывы от музыкальных критиков, которые были двойственны к смыслу песни. «Everything Has Changed» дебютировал с 32 позиции в Billboard Hot 100, и попал в топ-10 чартов Бельгии, Ирландии и Великобритании. Клип на песню был выпущен 6 июня 2013 года. Впервые Свифт исполнила эту песню вместе с Шираном на Britain’s Got Talent 8 июня того же года. Композиция была включена в трек-лист мирового турне Red Tour.

## История и композиция
Было сообщено, что британский певец Эд Ширан будет принимать участие в записи четвёртого студийного альбома Тейлор Свифт, выход которого запланирован на осень 2012 года. 18 октября 2012 песня стала доступна онлайн по всему миру. Авторами песни выступили Ширан и Свифт. Тейлор объяснила смысл композиции: «Всё смотрится по-разному из-за одного человека, потому что он просто вступил в твою жизнь. Это очень круто».
Впервые Свифт исполнила эту песню вместе с Шираном на Britain’s Got Talent 8 июня 2013 года.

## Восприятие
«Everything Has Changed» получил смешанные отзывы от музыкальных критиков. Billboard опубликовал смешанное мнение, раскритиковав и похвалив появление Ширана в данном треке. Роберт Коспи из Digital Spy написал, что музыкальный стиль получился «жеманным», а сам трек «оставил их с теплотой и нечётким ощущением, что достаточно редко в эти дни». Сиан Роу, критик из NME оставил негативный отзыв о композиции, написав, что «разочарован полностью».
В 2022 году журнал Billboard включил «Everything Has Changed» под № 3 в список лучших коллабораций Тейлор Свифт в её карьере.

## Награды и номинации
| Год  | Организация               | Награда/работа                  | Результат | Ссылка |
| ---- | ------------------------- | ------------------------------- | --------- | ------ |
| 2014 | BMI London Awards         | Award Winning Songs             | Победа    | [ 8 ]  |
| 2014 | Much Music Video Awards   | International Video of the Year | Номинация | [ 9 ]  |
| 2014 | Radio Disney Music Awards | Best Musical Collaboration      | Победа    | [ 10 ] |
| 2015 | BMI Awards                | Award-Winning Songs             | Победа    | [ 11 ] |
| 2015 | BMI Awards                | Publisher of the Year           | Победа    | [ 11 ] |

## Коммерческий успех
В США «Everything Has Changed» поднялся до 32-го места в Billboard Hot 100, а также до восьмого места в Adult Pop Songs, одиннадцатого в Adult Contemporary и 14-го в Mainstream Top 40. К ноябрю 2017 года тираж составил 1,1 млн копий в США.

## Музыкальное видео
Музыкальное видео на песню «Everything Has Changed» было выпущено на канале Свифт VEVO на YouTube 6 июня 2013 года. Оно было снято режиссером Филипом Андельманом в Оук-Парке, Калифорния, в средней школе Medea Creek Middle School и в Сан-Антонио, Техас. Видео начинается с того, что двое детей, которые изначально кажутся Свифт и Шираном, когда они были намного младше, встречают друг друга в автобусе, идущем в начальную школу. Юную Свифт играет Ава Эймс. На протяжении всего видео, двое детей устраивают свои «юношеские игры», включая рисование лиц мелками, притворяясь принцессой и рыцарем, и танцуя друг с другом в пустом школьном спортзале. В конце появляются Свифт и Ширан и оказываются родителями своих детей, которые приезжают в школу, чтобы забрать их и отвезти домой. Джейсон Липшутц из Billboard назвал видео «невероятно очаровательным», а Рэй Рахман из Entertainment Weekly сравнил синопсис видео с фильмом «Форрест Гамп», но «гораздо более нежным». По состоянию на январь 2022 года видео набрало более 370 миллионов просмотров на YouTube.

## Участники записи
«Everything Has Changed» (2012)
- Тейлор Свифт — вокал, автор песен
- Эд Ширан — вокал, автор песен
- Бутч Уокер — продюсер, гитара, клавишные, перкуссия, ударные, бэк-вокал
- Джейк Синклер — запись, бас-гитара, бэк-вокал
- Джастин Нибэнк — сведение
- Дрю Боллман — ассистент микширования
- Хэнк Уильямс — мастеринг
- Джоанн Томинага — координатор производства
- Патрик Уоррен — аранжировка струнных, композиция
- Гэри Лайтбоди — фоновый вокал

«Everything Has Changed (Taylor’s Version)» (2021)
- Тейлор Свифт — ведущий вокал, бэк-вокал, автор песен
- Эд Ширан — ведущий вокал, бэк-вокал, автор песен, акустическая гитара
- Бутч Уокер — продюсер, звукоинженер, бас, барабаны, гитара, клавишные, перкуссия, бэк-вокал
- Кристофер Роу — вокал, звукоинженер
- Роберт Селленс — звукоинженер по вокалу
- Bryce Bordone — звукоинженер
- Сербан Генеа — сведение
- Гэри Лайтбоди — фоновый вокал

## Чарты
| Чарт (2013)                                | Высшая позиция |
| ------------------------------------------ | -------------- |
| Австралия (ARIA)                           | 28             |
| Бельгия/Фландрия (Ultratip Bubbling Under) | 8              |
| Канада (Billboard Canadian Hot 100)        | 28             |
| Канада (Billboard AC)                      | 37             |
| Канада (Billboard CHR/Top 40)              | 42             |
| Канада (Billboard Hot AC)                  | 34             |
| Европа (Billboard Euro Digital Song Sales) | 8              |
| Ирландия (IRMA)                            | 5              |
| Новая Зеландия (Recorded Music NZ)         | 22             |
| Шотландия (OCC Scotland)                   | 7              |
| Великобритания (OCC UK Singles)            | 7              |
| США (Billboard Hot 100)                    | 32             |
| США (Billboard Adult Contemporary)         | 11             |
| США (Billboard Adult Pop Airplay)          | 8              |
| США (Billboard Pop Airplay)                | 14             |

| Чарт (2013)                         | Позиция |
| ----------------------------------- | ------- |
| Великобритания (UK Singles Chart)   | 61      |
| США (Adult Contemporary, Billboard) | 44      |
| США (Adult Top 40, Billboard)       | 29      |
| Чарт (2014)                         | Позиция |
| США (Adult Contemporary, Billboard) | 36      |

## Сертификации
| Регион | Сертификация  | Продажи   |
| --- | ------------- | --------- |
| Австралия (ARIA) | Платиновый    | 70 000^   |
| Новая Зеландия (RMNZ) | Золотой       | 7500*     |
| Великобритания (BPI) | Платиновый    | 600 000   |
| США (RIAA) | 2× Платиновый | 1,100,000 |
| * Данные о продажах приведены только на основе сертификации. · ^ Данные о тиражах приведены только на основе сертификации. · Данные о продажах + прослушиваниях приведены только на основе сертификации. |               |           |

## Everything Has Changed (Taylor’s Version)
6 августа 2021 года Свифт объявила, что перезаписанная версия «Everything Has Changed» под названием «Everything Has Changed (Taylor’s Version)» будет включена в качестве 14-го трека в её второй перезаписанный альбом с таким же названием, который выйдет 19 ноября 2021 года на Republic Records.
Свифт опубликовала официальный трек-лист альбома 6 августа 2021 года.
| Чарт (2021)                             | Высшая позиция |
| --------------------------------------- | -------------- |
| Канада (Canadian Hot 100)               | 51             |
| Мир (Billboard Global 200)              | 59             |
| Сингапур (RIAS)                         | 24             |
| Великобритания (OCC UK Audio Streaming) | 83             |
| США (Billboard Hot 100)                 | 63             |